# マックグリドル

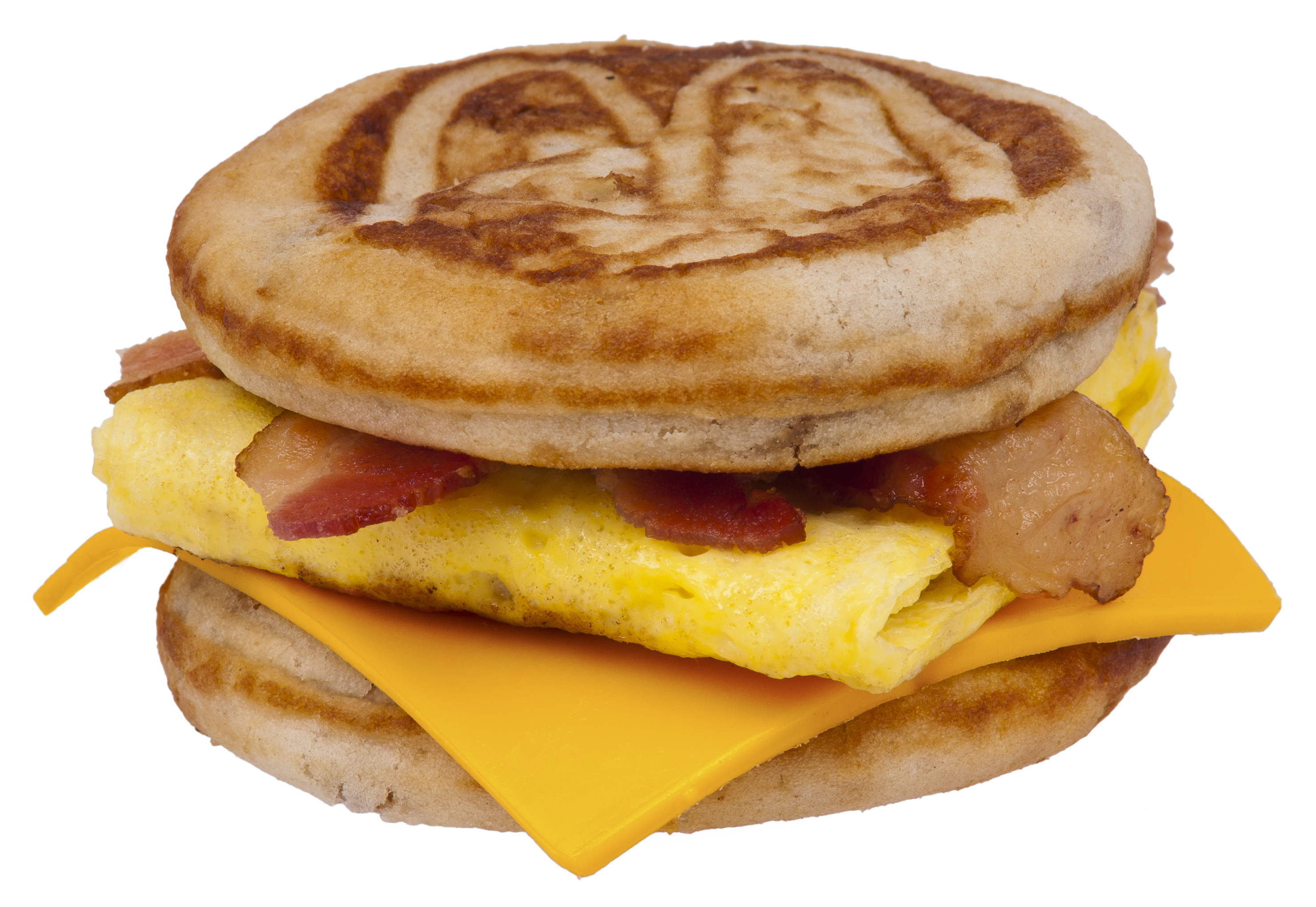
マックグリドル ベーコン&エッグ・チーズ

マックグリドル（英称：McGriddles）は、ファストフードチェーンのマクドナルドが販売しているハンバーガーである。日本では朝マックとして販売されている。

## 概要
2003年にアメリカ合衆国で発売された。パンケーキにメープル風シロップを加えた甘いバンズが特徴。上下のパンケーキの表面にはマクドナルドのロゴマークが印字されている。ソーセージやベーコン、エッグ、チーズ等を挟んだ様々なバリエーションがある。
アメリカや日本のほか、カナダ、ポーランド、トルコ、グアテマラ、ニュージーランド、シンガポール、メキシコで販売実績がある。
日本では2007年（平成19年）の発売以来、朝マックとして時間限定で販売されているが、2013年（平成25年）5月7日から同月末までの期間限定で全ての営業時間で販売された。

## メニュー
日本で販売されているものは下記の3種類である。
- マックグリドル ソーセージ（Sausage）
- マックグリドル ベーコン&エッグ・チーズ（Bacon, egg, and cheese）
- マックグリドル ソーセージ&エッグ・チーズ（Sausage, egg and cheese）

以下は日本国外のみの販売。
- マックグリドル スクラップル&エッグ・チーズ（Scrapple, egg and cheese、フィラデルフィア地域）
- マックグリドル スパム&エッグ・チーズ（Spam, egg and cheese、ハワイ州、期間限定）
- マックグリドル チキン&チーズ（Chicken and cheese、アメリカ合衆国南東部）
- マックグリドル メープルシロップ漬けバンズ（Soaked with maple syrup、ポーランド・ドイツ）

## カロリーに対する批判
2004年に公開されたアメリカのドキュメンタリー映画『スーパーサイズ・ミー』（英語: Super Size Me）では、最後にモーガン・スパーロック（監督・主演）から以下のメッセージで、マックグリドルについて批判がなされた。
McDonald's joined right in, sponsoring events that showed how health conscious they had become and creating premium salads. At the same time, however, they also masterminded one of their fattest sandwiches to date: The McGriddle, a pancake-wrapped cake press that won my heart in Texas, but can pack as much fat as a Big Mac, and has more sugar than a pack of McDonaldland cookies.—マクドナルドは、健康面を意識するようになったイベントを提供し、プレミアムサラダを発売する事に合意した。しかし、同時に陰で、マクドナルド史上最も脂肪が多いバーガーが計画されていたのだった。マックグリドル、テキサスでパンケーキに包まれたバンズに心を鷲づかみにされた。しかし、脂肪はビッグマックと同じ位、そして砂糖はマックランドクッキー1パックよりも多かった。
実際、ビックマックは100gあたり257kcalであるのに対して、マックグリドルは271.7kcal、糖質は10gとなっている。